# أرنولد بيتر مولر
أرنولد بيتر مولر (بالدنماركية: Arnold Peter Møller)‏ هو رائد أعمال وتاجر دنماركي، ولد في 2 أكتوبر 1876 في Dragør ‏ في الدنمارك، وتوفي في 12 يونيو 1965 في كوبنهاغن في الدنمارك.